# Рийна Сикут
Рийна Сикут (на естонски: Riina Sikkut) е естонска политичка, заместник-председателка на Социалдемократическата партия. Била е депутатка в Рийгикога (2019 – 2022), а също така министър на икономиката и инфраструктурата (2022 – 2023) и министър на здравеопазването и труда (2018 – 2019). От 17 април 2023 г. е министър на здравеопазването на Естония в правителството на Кая Калас.

## Биография
Родена е на 12 януари 1983 г. в село Иню, област Лаане-Виру, Естонска ССР, СССР. Завършва със златен медал гимназията „Вини-Паюсти“. През 2005 г. тя завършва икономика в Тартуския университет, а през 2010 г. получава магистърска степен по здравна политика от Лондонския университет.
От 2005 до 2008 г. е икономически анализатор в Министерството на финансите. От 2008 до 2009 г. е специалист в отдела за контрол на кредитния риск на Swedbank.
От 2011 до 2017 г. работи като анализатор към програмата за здравна политика на Центъра за политически изследвания Praxis (създаден по инициатива на Фондацията за развитие на гражданското общество на Джордж Сорос), от 2012 до 2013 г. тя е програмен мениджър.
От 2017 до 2018 г. е съветник по социална политика и здравеопазване в Държавната канцелария.
През 2018 г. тя става член на Социалдемократическата партия. От 2018 до 2019 г. е министър на здравеопазването и труда в Министерството на социалните въпроси в първото правителство на Юри Ратас, на мястото на председателя на Социалдемократическата партия Евгений Осиновски, който подава оставка на 2 май 2018 г., за да се съсредоточи върху подготовката за парламентарните избори през 2019 г.
От 2019 до 2022 г. тя е депутат в Рийгикога, като оглавява парламентарната комисия за борба с корупцията, член на финансовата комисия и на Комисията по въпросите на Европейския съюз.
На конгреса на Социалдемократическата партия през 2019 г. в концертната зала „Ванемуйне“ в Тарту тя се кандидатира за поста председател, като получава 120 гласа от делегати и не достига до втори тур. На втория тур за нов председател е избран Индрек Саар, който получава 231 гласа, а опонентът му Лаури Ляанемец получава 201 гласа.
На конгреса на Социалдемократическата партия през 2022 г. в Естонската академия за музика и театър тя се кандидатира за поста председател, получава 197 делегатски гласа и не е избрана. Депутатът Лаури Ляанемец получава 234 гласа и е избран за нов председател. Рийна Сикут е избрана за заместник-председател на партията.
От 2022 до 2023 г. тя е министър на икономиката и инфраструктурата във второто правителство на Кая Калас, сформирано на 18 юли 2022 г. след разпадането на управляващата коалиция. На 17 април 2023 г. тя е назначена за министър на здравеопазването в Министерството на социалните въпроси в третото правителство на Кая Калас.